# 超度量空间
超度量空间是一种特殊的度量空间，其中三角不等式用d(x, z) ≤ max{d(x, y), d(y, z)}来代替。有时相关的度量也称为非阿基米德度量或超度量。虽然超度量空间中的一些定理看来奇怪，它们在许多应用中都自然出现。超度量空間在數學上其中一個應用是關於p-進數的研究。

## 正式定义
正式地，超度量空间是点M的集合与一个相关的距离函数（又称为度量）：
d : M × M → R
（其中R是实数集合），使得对于所有M内的x，y和z，都有：
1. d(x, y) ≥ 0
2. d(x, y) = 0  当且仅当  x=y
3. d(x, y) = d(y, x)  （对称性）
4. d(x, z) ≤ max{d(x, y), d(y, z)}  （强三角不等式或超度量不等式）。

第四個條件可加強為當d(x, y)和d(y, z)不相等時，d(x, z) = max{d(x, y), d(y, z)}，原因如下：
首先，可以不失一般性地假定d(x, y) < d(y, z)，因此d(x, z) ≤ max{d(x, y), d(y, z)}可變為d(x, z) ≤ d(y, z)，但另一方面，d(y, z) ≤ max{d(x, y), d(x, z)}，由於已經假定d(x, y) < d(y, z)之故，因此顯然max{d(x, y), d(x, z)}不能為d(x, y)，因此max{d(x, y), d(x, z)} = d(x, z)，所以有d(y, z) ≤ d(x, z)，由於d(x, z) ≤ d(y, z)和d(y, z) ≤ d(x, z)兩者皆成立之故，因此有d(x, z) = d(y, z)。因此d(x, z) = max{d(x, y), d(y, z)}。

## 性质

在超度量空间中，甚至一些等腰三角形也不允许。

从以上的定义中，我们可以推出超度量空间的一些典型的性质。例如，在超度量空间内，对于所有M内的x，y和z以及R内的所有r和s，都有：
- 每一个三角形都是等腰的，也就是说，d(x,y) = d(y,z)，或d(x,z) = d(y,z)，或d(x,y) = d(z,x)。
- 球体内的每一点都是它的中心，也就是说，如果d(x,y) < r，则B(x; r) = B(y; r)。
- 相交的球体互相包含，也就是说，如果B(x; r) ∩ B(y; s)是非空的，则要么B(x; r) ⊆ B(y; s)，要么B(y; s) ⊆ B(x; r)。

在这里，（开）球体的概念和记法与度量空间中的球体一样，也就是说：
B(x; r) = { y ∈ M | d(x, y) < r }。
- 所有的球体在诱导拓扑中都既是开集又是闭集。也就是说，开球体也是闭球体，闭球体（把<换成≤）也是开球体。